# Wereldkampioenschap superbike van Silverstone 2003
Het wereldkampioenschap superbike van Silverstone 2003 was de zesde ronde van het wereldkampioenschap superbike en het wereldkampioenschap Supersport 2003. De races werden verreden op 15 juni 2003 op Silverstone nabij Silverstone, Verenigd Koninkrijk.

## Superbike

### Race 1
| Pos | Nr  | Rijder              | Constructeur | Rondes | Tijd         | Grid | Punten |
| --- | --- | ------------------- | ------------ | ------ | ------------ | ---- | ------ |
| 1   | 100 | Neil Hodgson        | Ducati       | 20     | 38:24.187    | 1    | 25     |
| 2   | 52  | James Toseland      | Ducati       | 20     | +0.440       | 6    | 20     |
| 3   | 11  | Rubén Xaus          | Ducati       | 20     | +0.599       | 10   | 16     |
| 4   | 55  | Régis Laconi        | Ducati       | 20     | +0.943       | 3    | 13     |
| 5   | 64  | Yukio Kagayama      | Suzuki       | 20     | +4.779       | 2    | 11     |
| 6   | 61  | John Reynolds       | Suzuki       | 20     | +5.085       | 8    | 10     |
| 7   | 7   | Pierfrancesco Chili | Ducati       | 20     | +5.942       | 9    | 9      |
| 8   | 60  | Michael Rutter      | Ducati       | 20     | +6.371       | 5    | 8      |
| 9   | 9   | Chris Walker        | Ducati       | 20     | +7.229       | 7    | 7      |
| 10  | 20  | Marco Borciani      | Ducati       | 20     | +34.399      | 13   | 6      |
| 11  | 19  | Lucio Pedercini     | Ducati       | 20     | +39.260      | 12   | 5      |
| 12  | 15  | Giovanni Bussei     | Yamaha       | 20     | +43.387      | 15   | 4      |
| 13  | 6   | Mauro Sanchini      | Kawasaki     | 20     | +45.266      | 21   | 3      |
| 14  | 5   | Ivan Clementi       | Kawasaki     | 20     | +45.628      | 23   | 2      |
| 15  | 35  | Nello Russo         | Ducati       | 20     | +46.388      | 20   | 1      |
| 16  | 4   | Troy Corser         | Petronas     | 20     | +54.366      | 18   |        |
| 17  | 16  | Sergio Fuertes      | Suzuki       | 20     | +57.282      | 24   |        |
| DNF | 10  | Gregorio Lavilla    | Suzuki       | 16     | Ongeluk      | 4    |        |
| DNF | 31  | Vittorio Iannuzzo   | Suzuki       | 12     | Uitgevallen  | 16   |        |
| DNF | 28  | Serafino Foti       | Ducati       | 11     | Uitgevallen  | 22   |        |
| DNF | 62  | Sean Emmett         | Ducati       | 3      | Ongeluk      | 11   |        |
| DNF | 91  | Walter Tortoroglio  | Honda        | 3      | Uitgevallen  | 25   |        |
| DNF | 33  | Juan Borja          | Ducati       | 1      | Uitgevallen  | 19   |        |
| DNF | 99  | Steve Martin        | Ducati       | 1      | Uitgevallen  | 17   |        |
| DNS | 48  | David García        | Ducati       | 0      | Niet gestart |      |        |

### Race 2
| Pos | Nr  | Rijder              | Constructeur | Rondes | Tijd         | Grid | Punten |
| --- | --- | ------------------- | ------------ | ------ | ------------ | ---- | ------ |
| 1   | 100 | Neil Hodgson        | Ducati       | 20     | 38:13.944    | 1    | 25     |
| 2   | 10  | Gregorio Lavilla    | Suzuki       | 20     | +0.493       | 4    | 20     |
| 3   | 11  | Rubén Xaus          | Ducati       | 20     | +0.653       | 10   | 16     |
| 4   | 52  | James Toseland      | Ducati       | 20     | +3.435       | 6    | 13     |
| 5   | 64  | Yukio Kagayama      | Suzuki       | 20     | +4.117       | 2    | 11     |
| 6   | 55  | Régis Laconi        | Ducati       | 20     | +4.220       | 3    | 10     |
| 7   | 7   | Pierfrancesco Chili | Ducati       | 20     | +7.246       | 9    | 9      |
| 8   | 9   | Chris Walker        | Ducati       | 20     | +11.822      | 7    | 8      |
| 9   | 60  | Michael Rutter      | Ducati       | 20     | +12.399      | 5    | 7      |
| 10  | 61  | John Reynolds       | Suzuki       | 20     | +38.499      | 8    | 6      |
| 11  | 19  | Lucio Pedercini     | Ducati       | 20     | +44.491      | 12   | 5      |
| 12  | 15  | Giovanni Bussei     | Yamaha       | 20     | +48.029      | 15   | 4      |
| 13  | 20  | Marco Borciani      | Ducati       | 20     | +48.803      | 13   | 3      |
| 14  | 6   | Mauro Sanchini      | Kawasaki     | 20     | +48.994      | 21   | 2      |
| 15  | 31  | Vittorio Iannuzzo   | Suzuki       | 20     | +49.342      | 16   | 1      |
| 16  | 5   | Ivan Clementi       | Kawasaki     | 20     | +49.563      | 23   |        |
| 17  | 16  | Sergio Fuertes      | Suzuki       | 20     | +1:12.403    | 24   |        |
| 18  | 35  | Nello Russo         | Ducati       | 20     | +1:12.935    | 20   |        |
| DNF | 28  | Serafino Foti       | Ducati       | 14     | Uitgevallen  | 22   |        |
| DNF | 99  | Steve Martin        | Ducati       | 8      | Uitgevallen  | 17   |        |
| DNF | 4   | Troy Corser         | Petronas     | 6      | Uitgevallen  | 18   |        |
| DNF | 33  | Juan Borja          | Ducati       | 6      | Uitgevallen  | 19   |        |
| DNF | 62  | Sean Emmett         | Ducati       | 6      | Uitgevallen  | 11   |        |
| DNF | 91  | Walter Tortoroglio  | Honda        | 4      | Uitgevallen  | 25   |        |
| DNS | 48  | David García        | Ducati       | 0      | Niet gestart |      |        |

## Supersport
| Pos | Nr  | Rijder                   | Constructeur | Rondes | Tijd           | Grid | Punten |
| --- | --- | ------------------------ | ------------ | ------ | -------------- | ---- | ------ |
| 1   | 7   | Chris Vermeulen          | Honda        | 19     | 37:21.429      | 6    | 25     |
| 2   | 4   | Jurgen van den Goorbergh | Yamaha       | 19     | +12.157        | 1    | 20     |
| 3   | 31  | Karl Muggeridge          | Honda        | 19     | +14.223        | 13   | 16     |
| 4   | 77  | Thierry van den Bosch    | Yamaha       | 19     | +15.462        | 10   | 13     |
| 5   | 15  | Alessio Corradi          | Yamaha       | 19     | +16.554        | 5    | 11     |
| 6   | 12  | Christophe Cogan         | Honda        | 19     | +22.202        | 17   | 10     |
| 7   | 17  | Pere Riba                | Kawasaki     | 19     | +22.379        | 9    | 9      |
| 8   | 2   | Katsuaki Fujiwara        | Suzuki       | 19     | +24.063        | 3    | 8      |
| 9   | 21  | Matthieu Lagrive         | Yamaha       | 19     | +27.053        | 12   | 7      |
| 10  | 18  | Robert Ulm               | Honda        | 19     | +27.314        | 7    | 6      |
| 11  | 93  | Christian Kellner        | Yamaha       | 19     | +27.607        | 18   | 5      |
| 12  | 72  | Takeshi Tsujimura        | Honda        | 19     | +27.891        | 22   | 4      |
| 13  | 28  | Dean Thomas              | Honda        | 19     | +32.380        | 21   | 3      |
| 14  | 69  | Gianluca Nannelli        | Yamaha       | 19     | +35.614        | 23   | 2      |
| 15  | 71  | Werner Daemen            | Honda        | 19     | +45.360        | 14   | 1      |
| 16  | 75  | Jamie Robinson           | Yamaha       | 19     | +46.217        | 25   |        |
| 17  | 73  | Simon Andrews            | Yamaha       | 19     | +46.224        | 24   |        |
| 18  | 116 | Sébastien Charpentier    | Honda        | 19     | +54.239        | 16   |        |
| 19  | 34  | Didier Van Keymeulen     | Kawasaki     | 19     | +1:17.866      | 26   |        |
| 20  | 11  | Arno Visscher            | Kawasaki     | 19     | +1:48.780      | 29   |        |
| DNF | 8   | Jörg Teuchert            | Yamaha       | 17     | Uitgevallen    | 20   |        |
| DNF | 76  | Jonnie Ekerold           | Honda        | 17     | Uitgevallen    | 28   |        |
| DNF | 22  | Stefano Cruciani         | Kawasaki     | 16     | Uitgevallen    | 19   |        |
| DNF | 30  | Michael Laverty          | Honda        | 16     | Schade ongeluk | 27   |        |
| DNF | 23  | Broc Parkes              | Honda        | 10     | Uitgevallen    | 11   |        |
| DNF | 9   | Iain MacPherson          | Honda        | 3      | Ongeluk        | 15   |        |
| DNF | 1   | Fabien Foret             | Kawasaki     | 3      | Uitgevallen    | 8    |        |
| DNF | 3   | Stéphane Chambon         | Suzuki       | 3      | Uitgevallen    | 2    |        |
| DNF | 16  | Simone Sanna             | Yamaha       | 2      | Uitgevallen    | 4    |        |

## Tussenstanden na wedstrijd

### Superbike
| Pos | Nr  | Rijder           | Team   | Punten |
| --- | --- | ---------------- | ------ | ------ |
| 1   | 100 | Neil Hodgson     | Ducati | 295    |
| 2   | 52  | James Toseland   | Ducati | 165    |
| 3   | 11  | Rubén Xaus       | Ducati | 158    |
| 4   | 55  | Régis Laconi     | Ducati | 145    |
| 5   | 10  | Gregorio Lavilla | Suzuki | 131    |

### Supersport
| Pos | Nr | Rijder                   | Team   | Punten |
| --- | -- | ------------------------ | ------ | ------ |
| 1   | 7  | Chris Vermeulen          | Honda  | 131    |
| 2   | 4  | Jurgen van den Goorbergh | Yamaha | 84     |
| 3   | 2  | Katsuaki Fujiwara        | Suzuki | 76     |
| 4   | 3  | Stéphane Chambon         | Suzuki | 62     |
| 5   | 93 | Christian Kellner        | Yamaha | 59     |

2002 · 2003 · 2004 · 2005 · 2006 · 2007 · 2010 · 2011 · 2012 · 2013